# Thomas Cotes
Sir Thomas Cotes, né le 4 juin 1712 à Woodcote (South Oxfordshire) et mort le 16 juillet 1767, est un officier de marine britannique du XVIIIe siècle. Il sert dans la Royal Navy pendant la guerre de Succession d'Autriche et la guerre de Sept Ans et termine sa carrière au grade de Vice-Admiral of the White (vice-amiral de l'escadre blanche). Comme de nombreux officiers supérieurs de la Marine royale britannique est élu Member of Parliament, pour la circonscription de Great Bedwyn.

## Biographie

### Origines et famille
Né le 4 juin 1712, dans le village de Woodcote dans le South Oxfordshire, Thomas Cotes est le quatrième fils de John Cotes de Woodcote et de sa femme Lady Dorothy Shirley, fille de Robert, 1er comte Ferrers. Humphry Cotes, l'ami de Wilkes, était son frère cadet et John Cotes son neveu.

### Carrière militaire et politique
Il entre jeune dans la Royal Navy. Il est promu lieutenant en 1734, puis captain en 1740, au début de la guerre de Succession d'Autriche. Le 10 octobre 1747, il commande le HMS Edinburgh lors de la seconde bataille du cap Finisterre, remportée par la flotte de l'amiral Hawke sur celle du marquis de l'Estenduère.
Côtes est élu Member of Parliament pour la circonscription de Great Bedwyn, contre Lord Bruce. Il était alors commandant en chef dans les Indes occidentales, et ne rentre probablement en Angleterre qu'après que la paix ait été signée. Au Parlement, il se prononce en faveur de la réduction de l'impôt foncier (land tax), et il semble avoir soutenu la politique des gouvernements successifs. Il meurt le 16 juillet 1767, à l'âge de 55 ans.

## Mariages
Il épouse en premières noces Mary (m. 1er avril 1754), veuve de N. Kendal de Pelyn originaire de Cornouailles; et en secondes noces Anne Ryder, fille de John Ryder (en), archevêque de Tuam en Irlande.

## Sources et bibliographie
: document utilisé comme source pour la rédaction de cet article.
- (en) Collectif, The House of Commons: 1660 - 1690, vol. 3 : Members M - Y, Boydell & Brewer, 1983, 793 p. (lire en ligne), p. 258.